# Харук Андрій Іванович
Андрій Іванович Харук (нар. 22 вересня 1972; Нововолинськ) — український військовий історик, доктор історичних наук, професор, колишній завідувач кафедри гуманітарних наук Національної академії сухопутних військ імені гетьмана Петра Сагайдачного.

## Біографія
Народився 22 вересня 1972 року в Нововолинську. Навчався у середній загальноосвітній школі № 8 міста Нововолинська.
У 1989 році вступив до Луцького державного педагогічного інституту імені Лесі Українки на спеціальність «Історія і методика виховної роботи», однак у 1994 році закінчив уже перейменований Волинський державний університет імені Лесі Українки.
Згодом розпочав роботу над здобуттям наукового ступеня, досліджуючи зовнішньоекономічні зв'язки Волинського воєводства у 1921—1939 роках, однак змінив тему дисертації та у 2000 році отримав ступінь кандидата історичних наук за спеціальністю «Військова історія» на тему «Військово-повітряні сили України в 1917—1920 рр.». Науковим керівником виступив Леонтій Дещинський.
Паралельно здобув другу вищу освіту зі спеціальності «Економіка підприємства» у Луцькому державному технічному університеті. Також у 1994—2001 роках працював на посаді викладача загальноосвітніх дисциплін в Нововолинському електромеханічному технікумі.
У 2001—2002 роках Андрій Харук обіймав посаду старшого викладача кафедри правознавства в Луцькому представництві Відкритого міжнародного університету розвитку людини «Україна».
З 2002 по 2012 рік працював на посаді старшого викладача кафедри історії України, науки і техніки у Національному університеті «Львівська політехніка».
У 2011 захистив докторську дисертацію на тему: «Авіаційна промисловість України як складова військово-промислового комплексу у 1910-ті — 1980-ті роки».
З 2012 по 2022 рік працював на посаді завідувача кафедри гуманітарних наук в Національній академії сухопутних військ імені Петра Сагайдачного, також протягом певного періоду був старшим науковим співробітником Науково-дослідного інституту українознавства. З 2022 року працює за сумісництвом в Українському католицькому університеті.
Член Всеукраїнської громадської організації «Наукове гуманітарне товариство».

## Науковий доробок
Спектр наукових інтересів: військова та воєнна історія, армія, історія військової техніки.
Станом на 2017 р. опублікував понад 330 публікацій, серед яких 3 монографії. За його керівництва було захищено три дисертаційні дослідження. Автор низки рецензій, відгуків на дисертаційні роботи, опонент при захисті дисертацій з військової історії. Активно бере участь у міжнародних конференціях, присвячених питанням військової історії, історії науки і техніки в Україні та Польщі. Автор кількох десятків статей для проєкту Велика українська енциклопедія 
Головний редактор «Військово-наукового вісника», член робочої групи з розробки національної концепції військової історії, а також автор в збірнику наукових праць «Дослідження з історії техніки» (Державний політехнічний музей при КПІ ім. Ігоря Сікорського) та член спеціалізованої вченої ради Д 35.051.25.

## Особисте життя
Під час обстрілу Харкова 30 серпня 2022 року у ході російського вторгнення в Україну, загинув син Андрія Харука, Тарас, що ніс службу ординатором лікувального відділення медичної роти 14-ї окремої механізованої бригади.

## Публікації
Монографії:
- Харук А. Нарис історії авіаційної промисловості України (1910-1980-ті рр.). — Львів, Нац ун-т «Львів. Політехніка». — Л., 2010.
- Польова артилерія Другої світової війни: Історичний нарис: Монографія / П.П. Ткачук, А.І. Харук, О.П. Красюк. – Львів: НАСВ, 2016. – 194 с.
- Франц М., Харук А. Середземноморське перехрестя: Монографія. Харків: Фоліо, 2020, 347 с.
- Харук А. Протитанкова артилерія Другої світової війни: історичний нарис. Монографія. Львів: НАСВ, 2021. 242 с.
- Нарис історії Сухопутних військ Збройних Сил України (1991-2021): Монографія / П. Ткачук, С. Попко, А. Харук «та ін.». Львів: НАСВ, 2022. 269 с.

Основні публікації:
- Харук А. Бойовий сокіл. Історія F-16. Київ: Віхола, 2024. 216 с. ISBN 978-617-8178-21-5
- Харук А. Сучасні бойові літаки. Ілюстрована енциклопедія. Серія: Озброєння сучасних армій. Київ: Видавництво РАЦІО, 2024. 240 с. ISBN 978-617-95350-5-5
- Kharuk A., Shumka A. The Role of Military Aviation in the Occupation of Crimea (2014). Codrul Cosminului. 2021. Vol. 27. Iss. 2. P. 397-416. https://doi.org/10.4316/CC.2021.02.005
- Харук А. Оборона Гостомельського і Васильківського аеродромів: спроба реконструкції подій. Український історичний журнал. 2022. № 4. С. 139-147. https://doi.org/10.15407/uhj2022.04.139
- Харук А. Слобожанська наступальна операція: передумови і перший етап (6-12 вересня 2022 р.). Український історичний журнал. 2023. № 1. С. 5-19. https://doi.org/10.15407/ukristj.568.01.005
- Харук А. Харківська оборонна операція (24 лютого — 14 травня 2022 р.). Український історичний журнал. 2023. № 5. С. 23-34. https://doi.org/10.15407/uhj2023.05.023
- Харук А.І. Літак «Вуазен Іванова»: документальна історія модернізації, виробництва і служби. Дослідження з історії і філософії науки і техніки. 2020. Т. 29. №2. С. 84-89. https://doi.org/10.15421/272024
- Харук А. Історія проектування та будівництва в Україні літаків для морської авіації // Військово-науковий вісник НАСВ ім. гетьмана П.Сагайдачного. — В.17. — С.129-138. – ISSN № 2313-5603.
- Харук А. Винищувачі Дмитра Григоровича // Військово-науковий вісник НАСВ ім. гетьмана П.Сагайдачного. — В.18. — С.265-274. – ISSN № 2313-5603.
- Харук А. Проблеми розвитку артилерії дивізійної ланки: порівняльно-історичний аспект // Військово-науковий вісник НАСВ ім. гетьмана П.Сагайдачного. В.19. — С.256-267. — ISSN № 2313-5603.
- Харук А. Виробництво на Харківському авіазаводі бомбардувальника «Су-27». // Військово-науковий вісник НАСВ ім. гетьмана П.Сагайдачного. — В.20. — С.145-155. — ISSN № 2313-5603.
- Харук А. Служба та бойове застосування літаків «Анаде» під час першої світової війни // Військово-науковий вісник НАСВ ім. гетьмана П.Сагайдачного. — В.21. — С.228-237. – ISSN № 2313-5603.
- Харук А. Літаки «Вуазен»: розвиток, виробництво та застосування в Україні // Військово-науковий вісник НАСВ ім. гетьмана П.Сагайдачного. — В.22. — С.249-259. – ISSN № 2313-5603.
- Харук А. Радянська військова авіація в Україні в першій половині 20-х років: організація та озброєння// Військово-науковий вісник НАСВ ім. гетьмана П.Сагайдачного. — В.23. — С.205-214. – ISSN № 2313-5603.
- Харук А. Деякі аспекти висвітлення у зарубіжній періодиці участі української авіації в Антитерористичній операції на сході України // Військово-науковий вісник НАСВ ім. гетьмана П.Сагайдачного. — В.24. — С.206-2018. — ISSN № 2313-5603.
- Харук А. Висвітлення у спеціалізованій періодиці участі української авіації в Антитерористичній операції: спроба історіографічного аналізу // Військово-науковий вісник НАСВ ім. гетьмана П.Сагайдачного. — В.25. — С.255-265. – ISSN № 2313-5603.
- Харук А. Мрія про крила: Історія української авіаційної промисловості 1910-1991 рр. — Київ: Темпора, 2010. — 296 с.
- Харук А. Військово-технічний аспект у діяльності Харківського авіазаводу (60-ті — 80-ті роки XX століття) // Історія галузей та підприємств. Дослідження з історії техніки — випуск 16 (2012).
- Андрій Харук, В'ячеслав Кондратьєв, Марат Хайрулін «„Анатра“: Літаки одеського авіабудівного підприємства, 1910—1924 рр.» (2009);
- Харук А. Крила України: Військово-повітряні сили України, 1917—1920 рр. / А. Харук. — К.: Темпора, 2009. — 96 с.
- Харук А. І. Участь військово-повітряних сил України у боротьбі проти більшовицької агресії в 1917—1920 рр. / А. І. Харук // Військово-науковий вісник. — Випуск 5. — Львів: ЛВІ, 2003. — С. 265—275.
- Харук А. Повітряний Флот Української Держави / А. Харук // Українська Держава — жорсткі уроки. Павло Скоропадський. Погляд через 100 років. — Харків: Книжковий клуб «Клуб Сімейного Дозвілля», 2018.
- Історія українського війська / М. Відейко, А. Галушка, В. Лободаєв, М. Майоров, Я. Примаченко, Є. Синиця, А. Харук та ін. / під заг. ред. В. Павлова - Харків: Клуб сімейного дозвілля, 2016; - 416 с. — ISBN 978-617-12-1472 -9
- Бойові літаки ХХІ століття / Андрій Харук. — Харків: Книжковий клуб «Клуб Сімейного Дозвілля», 2017. — 400 с. — ISBN 978-617-12-3864-0
- Лучший палубный истребитель / Андрей Харук. — М.: Яуза, Эксмо, 2010. — 128 с. — (Война и мы. Авиаколлекция). — ISBN 978-5-699-41280-8
- Разрушители Люфтваффе Bf 110, Me 210, Me 410 / Андрей Харук. — М.: Яуза, Эксмо, 2010. — 112 с. — (Война и мы. Авиаколлекция). — ISBN 978-5-699-49661-7
- Ненавистная Рама Fw 189. Лучший самолет-разведчик Второй Мировой / Андрей Харук. — М.: Яуза, Эксмо, 2011. — 96 с. — (Война и мы. Авиаколлекция). — ISBN 978-5-699-46580-4
- Убийца МиГов. Истребитель F-4 ФАНТОМ II / Андрей Харук. — М.: Яуза, Эксмо, 2011. — 144 с. — (Война и мы. Авиаколлекция). — ISBN 978-5-699-53036-6
- Летающий танк Гитлера. Штурмовик Hs 129 - от самолета поля боя до убийцы танков / Андрей Харук. — М.: Яуза, Эксмо, 2012. — 96 с. — (Война и мы. Авиаколлекция). — ISBN 978-5-699-54175-1
- Скоростные бомбардировщики Гитлера Do 17 и Do 217 / Андрей Харук. — М.: Яуза, Эксмо, 2012. — 96 с. — (Война и мы. Авиаколлекция). — ISBN 978-5-699-56550-4
- Соколы Муссолини. Итальянские истребители Второй Мировой / Андрей Харук. — М.: Яуза, Эксмо, 2012. — 128 с. — (Война и мы. Авиаколлекция). — ISBN 978-5-699-55292-4
- Me 163 Komet - истребитель Летающих крепостей / Андрей Харук. — М.: Яуза, Эксмо, 2013. — 96 с. — (Война и мы. Авиаколлекция). — ISBN 978-5-699-61021-1
- Самолеты вертикального взлета Харриер и Як-38 / Андрей Харук. — М.: Яуза, Эксмо, 2013. — 96 с. — (Война и мы. Авиаколлекция). — ISBN 978-5-699-63547-4
- Французские истребители Второй Мировой / Андрей Харук. — М.: Яуза, Эксмо, 2013. — 112 с. — (Война и мы. Авиаколлекция). — ISBN 978-5-699-64810-8
- Бомбардировщики Первой Мировой войны. Более 60 типов воздушных кораблей / Андрей Харук. — М.: Яуза, Эксмо, 2014. — 208 с. — (Война и мы. Авиаколлекция). — ISBN 978-5-699-71339-4
- Тяжелые бомбардировщики Черчилля - Ланкастер, Стирлинг, Галифакс / Андрей Харук. — М.: Яуза, Эксмо, 2014. — 112 с. — (Война и мы. Авиаколлекция). — ISBN 978-5-699-68931-6
- Кондоры Люфтваффе. Дальний бомбардировщик и разведчик Fw 200 Condor / Андрей Харук. — М.: Яуза, Эксмо, 2015. — 112 с. — (Война и мы. Авиаколлекция). — ISBN 978-5-699-79286-3
- Ил-2 против "Штуки" Ju.87. Что лучше  — "лаптежник" или "черная смерть"? / Андрей Харук. — М.: Яуза, Эксмо, 2012. — 320 с. — (Фронтовые дуэли. Поединки Второй Мировой). — ISBN 978-5-699-54791-3
- Яки против мессеров. Кто кого? / Андрей Харук. — М.: Яуза, Эксмо, 2012. — 257 с. — (Фронтовые дуэли. Поединки Второй Мировой). — ISBN 978-5-699-56182-7
- Истребители Второй Мировой. Самая полная энциклопедия / Андрей Харук. — М.: Яуза: Эксмо: 2012. — 368 с. — (Военно-воздушная энциклопедия). — ISBN 978-5-699-58917-3
- Ударная авиация Второй Мировой - штурмовики, бомбардировщики, торпедоносцы / Андрей Харук. — М.: Яуза: Эксмо: 2012. — 400 с. — (Военно-воздушная энциклопедия). — ISBN 978-5-699-59587-7
- ВВС ХХІ века. Цветное коллекционное издание / Андрей Харук. — М.: Яуза: Эксмо: 2013. — 304 с. — (Военно-воздушная энциклопедия). — ISBN 978-5-699-66316-3
- Все самолеты Люфтваффе – более 100 типов! / Андрей Харук. — М.: Яуза: Эксмо: 2013. — 336 с. — (Военно-воздушная энциклопедия). — ISBN 978-5-699-62618-2
- Боевые самолеты Второй Мировой В ЦВЕТЕ – истребители, бомбардировщики, штурмовики. Самая полная энциклопедия / Андрей Харук. — М.: Яуза: Эксмо: 2013. — 808 с. — (Всеобщая энциклопедия авиации). — ISBN 978-5-699-66589-1
- Все гидросамолеты Второй Мировой. Иллюстрированная цветная энциклопедия / Андрей Харук. — М.: Яуза: Эксмо: 2013. — 328 с. — (Всеобщая энциклопедия авиации). — ISBN 978-5-699-68140-2
- «Мессеры» против «Яков». Элитная иллюстрированная энциклопедия / Андрей Харук. — М.: Яуза: Эксмо: 2013. — 160 с. — (Дуэль оружейников. Элитное подарочное издание). — ISBN 978-5-699-67377-3
- «Штука» Ju.87 против «Черной смерти» Ил-2. Цветное иллюстрированное издание / Андрей Харук. — М.: Яуза: Эксмо: 2014. — 144 с. — (Дуэль оружейников. Элитное подарочное издание). — ISBN 978-5-699-68593-6
- Истребители Первой Мировой. Более 100 типов боевых самолетов / Андрей Харук. — М.: Яуза: Эксмо: 2014. — 304 с. — (Оружие Первой Мировой). — ISBN 978-5-699-70858-1
- Боевая авиация XXI века / Андрей Харук. — М.: Яуза: Эксмо: 2011. — 304 с. — (Военная энциклопедия XXI века). — ISBN 978-5-699-48075-3
- Боевая авиация Гитлера. Первая цветная энциклопедия Люфтваффе / Андрей Харук. — М.: Яуза: Эксмо: 2014. — 400 с. — (Оружие Гитлера. Супер-Энциклопедия). — ISBN 978-5-699-70867-3
- Все боевые самолеты Второй Мировой / Андрей Харук. — М.: Яуза: Эксмо: 2014. — 808 с. — (СуперЭнциклопедии Второй Мировой). — ISBN 978-5-699-75987-3